# Schloss Grésillon

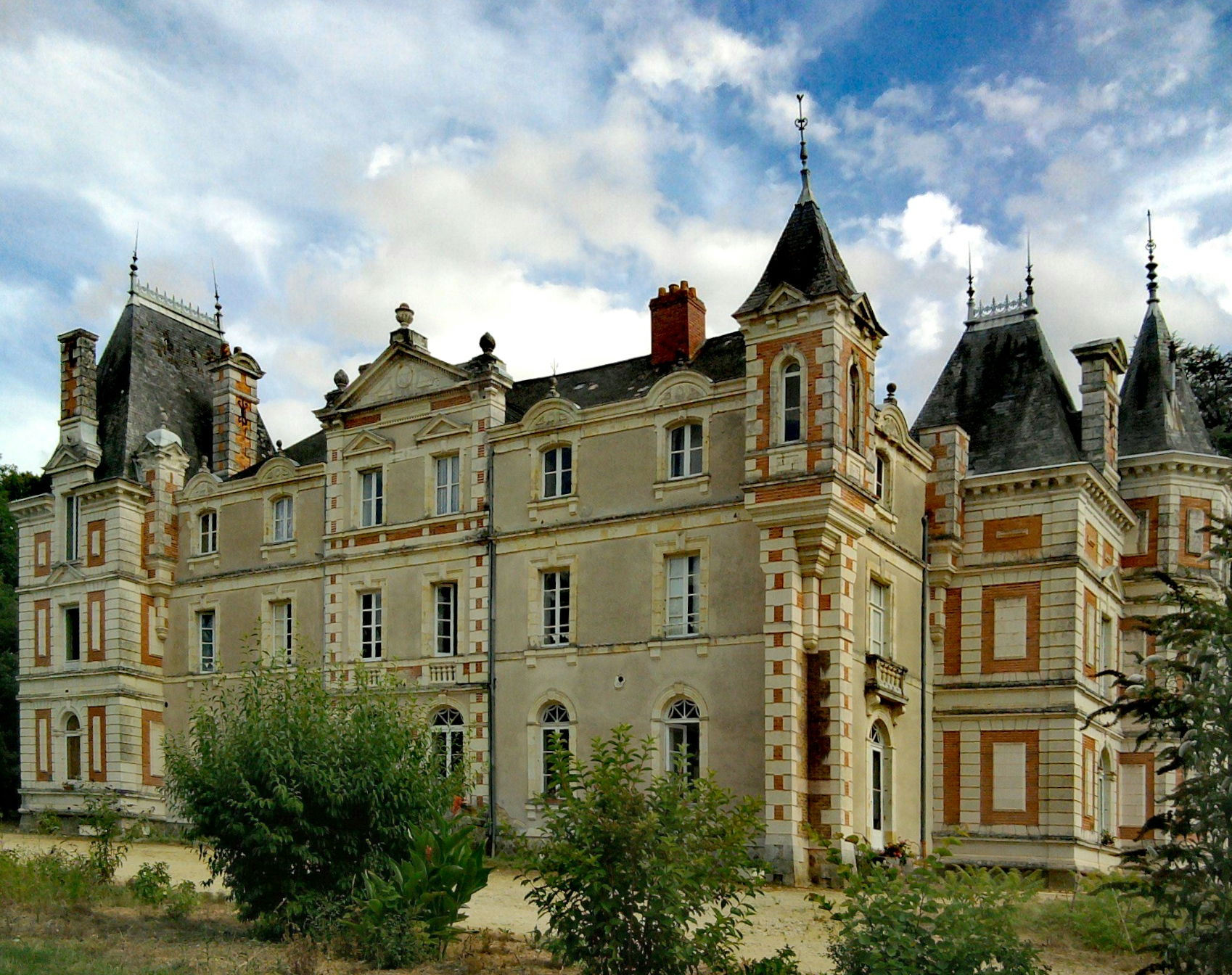
Schloss Grésillon

Das Schloss Grésillon liegt 250 Kilometer südwestlich von Paris in der Kleinstadt Baugé zwischen den Städten Angers, Le Mans und Tours im westlichen Frankreich.
Das Schloss beherbergt seit 1951 das Esperanto-Kulturhaus Schloss Grésillon, in dem Esperanto-Sprachkurse und kulturelle Veranstaltungen für Esperantisten aus der ganzen Welt angeboten werden.